# Joseph Peter Weinmann

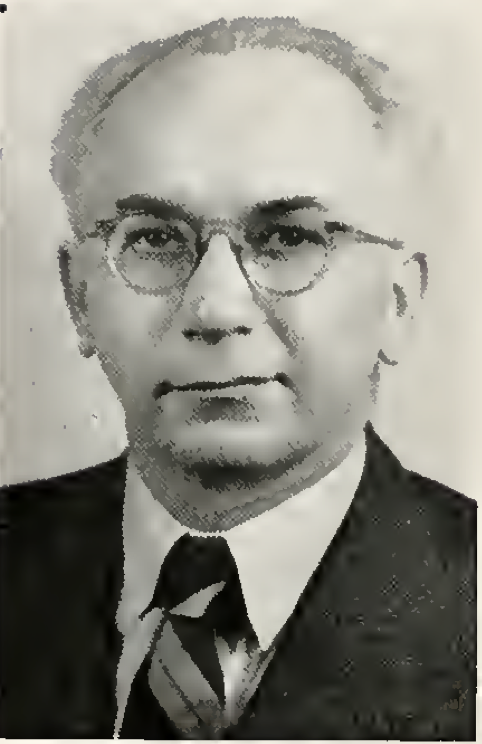
Joseph Peter Weinmann, 1943

Joseph Peter Weinmann (* 13. Mai 1896 in Nová Bystřice (Böhmen); † 12. Mai 1960 in Highland Park (Illinois)) war ein österreichisch-US-amerikanischer Zahnarzt und Hochschullehrer.

## Leben
Joseph Peter Weinmann promovierte 1923 an der Universität Wien und war Mitglied der berühmten „Wiener Schule“. Er wurde im Nationalsozialismus aus rassistischen Gründen verfolgt und von der Universität Wien vertrieben, ebenso wie die Zahnmediziner Rudolf Kronfeld (1901–1940), Balint Orbán (1889–1974), Bernhard Gottlieb (1885–1950), Albin Oppenheim (1875–1945) und Harry Sicher (1889–1974). Ihre Namen sind vielen hierzulande nicht bekannt, erst in Amerika gelangten sie zu großem Ruhm und ihre wissenschaftlichen Tätigkeiten wurden hoch geschätzt und vielfach geehrt.
Als Weinmann 1938 in die USA kam, verbrachte er ein Jahr am Institut für Zahnmedizin der Universität von Illinois in Chicago und ein Jahr an der Columbia University, bevor er als Assistant Professor für Orale Pathologie an die Dental School der Loyola University Chicago wechselte. 1946 trat er als außerordentlicher Professor in die Abteilung für Histologie der Universität von Illinois ein und wurde 1949 Professor und Leiter der Abteilung für orale Pathologie, eine Position, die er bis zu seinem Tod 1960 innehatte. Sein Tod ereignete sich innerhalb weniger Wochen nach dem seines Kollegen Balint Orbán.

## Wissenschaftliche Tätigkeit
Er veröffentlichte Artikel über Knochenphysiologie und -pathologie, Amelogenese, normales und pathologisches orales Epithel und Parodontitis. Sein größter Erfolg war die Schaffung einer Abteilung an der Universität von Illinois, die zwanzig Jahre lang viele ausbildete, die zukünftig die Zahnheilkunde lehren  sollten.
Katalysatorin des Forschungsunternehmens in Weinmanns Labor war Julia Meyer, selbst Flüchtling aus dem nationalsozialistischen Europa, die 1953 nach ihrer Promotion an der Universität von Chicago in die Abteilung für Orale Pathologie an der Universität von Illinois eintrat. Weinmann und Meyer arbeiteten an der Biologie des oralen Epithels und entwickelten ein umfangreiches Forschungs- und Graduiertenkolleg, das bis zu Meyers Pensionierung Mitte der 1980er Jahre fortgesetzt wurde. Ein wichtiger Forschungsschwerpunkt war die funktionelle Struktur des Gewebes, der klassische Wiener Ansatz, und Julia Meyer bereitete für Orbáns „Orale Histologie und Embryologie“ für mehrere Editionen das Kapitel „Mundschleimhaut“ auf.

## Ämter und Ehrungen
- 1955 bis 1956 Präsident der American Academy of Oral and Maxillofacial Pathology.
- Lord Chain Prize[2]

## Veröffentlichungen (Auswahl)
Weinmann war ein produktiver Forscher und veröffentlichte mehr als 160 Artikel.
- 1925: mit G. Stein: Die physiologische Wanderung der Zähne. Ztschr. für Stomatol. 1925; 23:733–744.
- 1940: mit Moses Diamond: The enamel of human teeth, New York [Columbia University Press] 1940.
- 1941: Bone changes related to eruption of the teeth. Angle Orthod 11:83-99.
- 1942: mit G. D. Wessinger, G. Reed G: Correlation of chemical and histological investigations on development of enamel. JDent Res 21:171-182.
- 1943: Developmental disturbances of enamel. Bur 43:20-28.
- 1944: mit Harry Sicher: Bone growth and physiologic tooth movement. Am. J. Orthod. 30:109-132.
- 1947: mit Harry Sicher: Bone and bones: Fundamentals of bone biology. St.Louis: Mosby.
- 1955: mit Harry Sicher: Bone and bones: Fundamentals of bone biology. 2nd edition. St.Louis: Mosby.
- 1959: mit Julia Meyer, D. Mardfin, M. Weiss: Occurrence and role of glycogen in the epithelium of the alveolar mucosa and of the attached gingiva. Am. J. Anat. 104:381-402.
- 1960: mit Julia Meyer, H. Medak: Correlated differences in granular and keratinous layers in the oral mucosa of the mouth. J. Invest Dermatol. 34:423-431.
- 1960: mit Julia Meyer, H. Medak: Mitotic activity and rates of growth in regions of oral epithelium differing in width. Growth 24:29-46.